# 금아여행사
금아여행사앤경주시티패스(金亞旅行社-慶州-)는 관광업체이다.
본사는 대한민국 경상북도 경주시 충현로 64 (충효동)에 있다. 주로 관광업 사업을 주력으로 하고 있으며 국,내외 여행알선 여행업에 주력하고 있다.

## 같이 보기
- 금아고속관광